# Fonticula
Fonticula é um género de bolor limoso celular que constitui um corpo frutífero com a forma de vulcão. Em 1979 já era sabido que não apresentava uma relação próxima nem com os Dictyosteliida nem com os Acrasidae, que são os dois grupos bem estabelecidos de bolores mucosos celulares. Num artigo publicado em 2009 considerava-se que estava relacionado com o género Nuclearia, que por sua vez está relacionado com os fungos.
Fonticula, Nuclearia, e os fungos foram agrupados nalgumas classificação no grupo Nucletmycea (ou Holomycota), que é um grupo irmão dos Holozoa.